# БТР-80
БТР-80 је 8x8 оклопни транспортер точкаш, направљен у Совјетском Савезу. Производња је отпочела 1986. и заменила је претходне верзије, БТР-60 и БТР-70 у совјетској армији.

## Опис
Тело борбеног возила је заварене челичне конструкције уз мање дизајнерске захвате на спољњем делу у односу на претходни модел БТР-70. Већи захвати су рађени у моторном одељку где су два бензинска мотора по 120 КС замењена једним дизелским мотором В-8 снаге 260 КС, што је на масу од 13.800 килограма дало однос снаге 19,1 КС/т.
Моторни одељак је опскрбљен аутоматским системом надзора од пожара, предгрејачима горива, измењивачем топлоте и другим услужним уређајима. Оклопна заштита је типично руска, с предње стране обезбеђује заштиту од дејства тешких митраљеза 12,7 mm с удаљености од 100 метара, те фрагмената артиљеријских пројектила. Горњи део оклопа тела осигурава заштиту од панцирног зрна 7,62 mm на удаљености од 100 метара, док доњи део тела има заштиту од исте муниције с удаљености 750 метара. На горњем предњем делу је уграђена ручно покретана купола с једним чланом посаде опремљена тешким митраљезом 14,5 mm КПВ којој је у односу на раније моделе повећано подручје деловања на +60°, чиме постаје ефикаснија за деловање по нисколетећим авионима и хеликоптерима. У куполи је смештен и коаксијално спојен пушкомитраљез калибра 7,62 mm.
На задњем делу куполе је постоље са шест бацача димних кутија 81 mm, модел 902 В чиме се може направити димна завеса ширине 30 метара и висине 10 метара, зависно од смера ветра.
Између другог и трећег погонског моста уграђена су врата за брзо напуштање возила, од којих се горњи део отвара према напред, док се доњи део спушта на тло и уједно служи као рампа за излазак из возила.
Посаду чине три члана и то: возач, стрелац и командир, а у простору се може сместити одељење од седам потпуно опремљених војника. На бочним странама горњег дела тела су уграђене по три пушкарнице усмерене према напред, чиме је омогућено праћење смера кретања возила. Једна пушкарница је уграђена и на предњем делу возила на месту командира. Командир и возач су опремљени са по 4 визира док је стрелац у својој куполи опремљен с три.
У задњем делу возила смештена је водена турбина за покретање возила на води с којом се управља преко управљача возила. Пре уласка у воду на предњем делу возила подиже се одговарајућа плоча, такозвани валобран за одбијање таласа који би ометали видљивост возача и командира.
Шасија возила БТР-80 послужила је за развој више возила различите намене. Један је БТР-80 с куполом Кливер у којој је топ 30 mm 2А72, и четири противоклопне вођене ракете Хорнет. Затим је ту и самоходни минобацач 120 mm 2С23 Нона. Занимљиво је да су Руси обавили испитивања БТР-а са западним мотором Каминс 6ЦТА од 250 КС у комбинацији с немачком трансмисијом ЗФ 9С-75. Није познато је ли реч о могућем извозном послу или је пројекат покренут за потребе руских снага. БТР-80 као базни модел користио се у различитим варијантама у функцији полицијских, санитетских, ватрогасних и других специјалних возила, па чак и у цивилне сврхе.

## Напомена
Напомена: Овај текст или један његов део је преузет са веб сајта хрватског часописа Хрватски војник. Види дозволу.